# کلاوس ماتیشاک
کلاوس ماتیشاک (انگلیسی: Klaus Matischak؛ زادهٔ ۲۴ اکتبر ۱۹۳۸) بازیکن فوتبال اهل آلمان است.
از باشگاه‌هایی که در آن بازی کرده‌است می‌توان به باشگاه فوتبال کارلسروهه، باشگاه فوتبال شالکه ۰۴، و باشگاه ورزشی وردر برمن اشاره کرد.